# كلايتون كوسغروف
كلايتون كوسغروف هو سياسي نيوزيلندي، ولد في 31 أكتوبر 1969 في مدينة نيلسون في نيوزيلندا. نشط حزبياً في حزب العمال النيوزيلندي. وقد انتخب عضو مجلس النواب النيوزيلندي ‏ عن دائرة List MP ‏ وقد انضم خلال فترته النيابية ‏ للكتلة البرلمانية حزب العمال النيوزيلندي.